# 生物上的長生不老
生物上的長生不老（英語：Biological immortality），是指一些不會老化或擁有可忽略衰老的生命。一些生物學家，也會以「生物上的長生不老」，來形容一些不受海弗利克极限影響的生物。
生物上的長生不老，也會因非老化的傷害而死亡，也非能免疫。生物上的長生不老的生物，雖然不會老化，仍會有因疾病、中毒、受傷、被捕食等等原因而死亡。
以下生物被認為具備生物上的長生不老的特徵:
- 部分的癌細胞，如海拉细胞
- 部分的燈塔水母[3][4]